# Castoponera
Castoponera är ett släkte av spindlar.
Castoponera ingår i familjen flinkspindlar.
Kladogram enligt Catalogue of Life:
| Castoponera | \| \| Castoponera ciliata \| \| \| \| \| \| Castoponera lecythus \| \| \| \| \| \| Castoponera scotopoda \| \| \| \| |
|             | \| \| Castoponera ciliata \| \| \| \| \| \| Castoponera lecythus \| \| \| \| \| \| Castoponera scotopoda \| \| \| \| |
|             | Castoponera ciliata                                                                                                  |
|             | |
|             | Castoponera lecythus                                                                                                 |
|             | |
|             | Castoponera scotopoda                                                                                                |
|             | |